# José Luis Ramírez
José Luis Ramírez est un boxeur mexicain né le 3 décembre 1958 à Huatabampo.

## Carrière
Champion du Mexique puis champion d'Amérique du Nord NABF des poids légers en 1979 et 1982, il devient champion du monde WBC de la catégorie le 3 novembre 1984 en prenant sa revanche sur Edwin Rosario qui l'avait battu l'année précédente.
Ramirez perd ce titre WBC dès le combat suivant face à Héctor Camacho puis redevient champion du monde le 19 juillet 1987 aux dépens de Terrence Alli. Il bat ensuite Cornelius Boza Edwards et Pernell Whitaker mais s'incline face à son compatriote Julio César Chávez le 29 octobre 1988 dans un combat de réunification des ceintures WBA et WBC.

## Distinction
- Ramirez - Rosario II est élu combat de l’année en 1984 par Ring Magazine.